# Симеон Дамянов (актьор)
Симеон Дамянов е български актьор.

## Биография
Симеон Дамянов е роден на 11 декември 1992 г. и прекарва първите 18 години в град Варна.
През 2015 г. завършва НАТФИЗ „Кръстю Сарафов“ със специалност „Актьорско майсторство за драматичен театър“ в класа на проф. Атанас Атанасов.
Дамянов играе в Театър „Българска армия“, Драматичния театър „Сава Огнянов“ в град Русе, Драматичния театър „Невена Коканова“ в град Ямбол и Народен театър „Иван Вазов“.
От 2017 г. до 2019 г. е член от YouTube канала за спорт Four Fools, заедно с Асен Кобиларов, Николай Петров и Сотир Мелев.
Занимава се и с озвучаване на филми и сериали от 2018 г. Участва в дублажите на студията „Про Филмс“, „БНТ“, „Андарта Студио“ „VMS“ и „Саунд Сити Студио“.

## Участия в театъра
Театър НАТФИЗ
- 2014 – Мъжът в „Еснафска сватба“ от Бертолт Брехт – режисьор Антон Угринов[6][7][8]
- 2014 – Валентин и Протей в „Под купола небесен“ от Уилям Шекспир – превод Валери Петров, режисьор Тодор Димитров[9][10]
- 2014 – Данчо е шизофреник в „Не падай духом!“ от Станислав Стратиев – постановка Мартин Каров[11][12][13]
- 2015 – „Ние!“ – постановка Атанас Атанасов[14][15]

Народен театър "Иван Вазов"
- Гост-актьор в „Животът е прекрасен“ – режисьор Александър Морфов

Младежки театър „Николай Бинев“
- 2015 – Ирландеца в „Кухнята“ от Арнолд Уескър – режисьор Владимир Люцканов[16][17]

Драматичен театър „Сава Огнянов“, гр. Русе
- 2015 – Кристиан в „Сирано дьо Бержерак“ от Едмон Ростан – режисьор Бина Харалампиева[18]

Театър „Българска армия“
- Гръцкият наместник в „Железният светилник“ от Димитър Талев – постановка Асен Шопов[19][20][21]
- Валер в „Тартюф“ от Жан Батист Молиер – постановка Красимир Спасов[22][23][24]
- 2015 – Шутът в „Отело“ от Уилям Шекспир – режисьор Иван Урумов[25][26][27]
- 2017 – Паж в „Саломе“ от Оскар Уайлд – постановка Диана Добрева[28][29][30]
- 2018 – Гаврил в „Албена“ от Йордан Йовков – режисьор Красимир Спасов[31][32][33]
- 2018 – Клайн в „Арсеник и стари дантели“ от Джоузеф Кесълринг – режисьор Борислав Чакринов[34][35][36]
- 2019 – Кенет в „Любов, любов, любов“ от Майк Бартлет – режисьор Красимир Спасов[37][38][39]
- 2020 – Левски в „Урок по български“ по Иван Вазов[40][41][42]
- 2022 - Дон Хуан в "Много шум за нищо" от Уилиям Шекспир - режисьор Красимир Спасов
- 2023 - Алджърнан в "Колко е важно да бъдеш сериозен" от Оскар Уайлд - режисьор Красимир Спасов
- 2024 - Конферансие / Блок / Мъж с куфарче в "Комедия на корупцията" от Франц Кафка - режисьор Васил Дуев-Тайг
- 2024 - Били в "Племе" от Нина Рейн - режисьор Зафир Раджаб
- 2024 - Павел Шатев в "Солунските атентатори" от Георги Данаилов - режисьор Иван Урумов

## Кариера в дублажа

### Нахсинхронен дублаж
- „Ай Карли“ – Спенсър
- „Ай Ай, Сантяго“ – Сър Бътърскоч
- „АЛВИННН! и катеричоците“ – Други гласове
- „Алиса и Луис“ – Туидъл Дъм
- „Бакуган: Батъл Планет“ – Уинтън, 2019
- „Бен 10“ – XLR8
- „Безкрайният влак“ – Джеси
- „Виктор и Валентино“ – Густаво
- „Големия Нейт“ – Теди
- „Господин Магу“ – Невестулка, 2021
- „Гъбчовците“ - Невин, други гласове
- „Драма Клуб“ – Клайд Снифет
- „Елфи в кухнята: Печено-сторено“, 2022
- „Изумителният Морис и неговите образовани гризачи“, 2022
- „Истинските Шумникови“ – Батко и Шериф, 2023
- „Капитан Саблезъб и Магическият диамант“, 2022[43]
- „Коледа с Шумникови“ – Рип, 2022
- „Крейг край реката“ – Алекзейвиър
- „Малки титани: В готовност!“ – Фрийказойд, други гласове
- „Мао Мао: Герои на Чистото сърце“ – Бени
- „Мармадюк“, 2022
- „Мистериите на Хънтър Стрийт“ – Оливър
- „Монстър Хай“ – Хийт, 2023
- „Моята непослушна фея“ – Други гласове, 2023
- „Ние, мечетата“ – Разказвач, 2022
- „Ну, погоди! Ваканция“, 2022
- „Оглитата: Добре дошли в Смърделград“, 2022
- „Ой, къде изчезна Ной! 2“ – Други гласове, 2022
- „Островът на летния лагер“ - Стивън, други гласове
- „Поща Средновръх“ – Раян, 2021
- „Пинокио: Истинска история“ – Полицай 2, 2022
- „Пълна Драмарама“ – Оуен
- „Семейство Касагранде“ – Карлос Касагранде младши (Си Джей)
- „Смърфовете“ – Поетко и Суетко, 2021
- „Стар Трек: Феномен“ – Джанком Пог
- „Страх ли те е от тъмното?“ – господин Цилиндър
- „Супергероините на DC“ – Хал Джордън
- „Тафи“ – Биникос
- „Това е пони“ – Хестън
- „Томас и приятели - с пълна пара напред!“ – Кенджи, 2022
- „Училище за магии“, 2022
- „Фабрика за сънища“ – Майло, 2022
- „Циркът на Ела“, 2023
- „Шап-Шап и шапчовците“ – Фънг
- „Шпиони“ – Бен
- „Щура надпревара“ – Брик Крашман
- „Яба-Даба Динозаври“ – Бам-Бам, 2022

### Войсоувър дублаж
- „Playmobil: Филмът“ (дублаж на „Саунд Сити Студио“), 2021
- „Александър Велики“,  (дублаж на „Саунд Сити Студио“), 2022
- „Бакуган: Бойци в действие“ (дублаж на студио „Про Филмс“), 2021
- „Бейблейд: Метъл Мастърс“, 2022
- „Герои с опашки“, 2022
- „Големият скок“, 2022
- „Да живее Крал Джулиън!“, 2021
- „Ла Бреа“, 2022
- „Монтекристо“ (дублаж на студио „Ви Ем Ес“), 2025
- „Ранго“ (дублаж на студио „Про Филмс“), 2022
- „Тийм Хот Уилс: Върховно вълнение“, 2021
- „Тийм Хот Уилс: Строежът на епичното състезание“, 2021

### Режисьор на дублажи
- „Ай Карли“
- „Батуийлс“
- „Безкрайният влак“
- „Господин Магу“, 2021
- „Гъбчовците“
- „Елиът от земята“
- „Жабокът и неговите приятели“
- „Малки титани: В готовност!“
- „Мао Мао: Герои на Чистото сърце“, 2020
- „Островът на летния лагер“
- „Стар Трек: Феномен“
- „Супергероините на DC“, 2019
- „Страх ли те е от тъмното“
- „Трансформърс: Земна искра“
- „Шоуто на Патрик Звездата“
- „Щура надпревара“